# Кэмпбелл, Даллас
Даллас Кэмпбелл (англ. Dallas Campbell; род. 17 сентября 1970, Килмакольм) — британский актёр театра и кино, телеведущий.

## Биография
Родился в 1970 году в шотландском городе Килмакольм. Поочерёдно окончил Колледж Гленалмонд в Перт-энд-Кинроссе и Лестерский университет, где помимо прочего посещал уроки драматического искусства. После окончания учёбы Кэмпбелл решил стать актёром и в течение следующих нескольких лет пробовал себя в разных ролях на съёмочных площадках таких проектов как: «Братва», «Транжира», «Падшие ангелы», «Детектив Джек Фрост», «Холби-Сити», «Катастрофа» и «Смерть по часам: Зимний Ангел». Также в этот период Кэмпбелл активно играл в театре, в основном в постановках известного британского режиссёра и своего однофамильца Кена Кэмпбелла.
В начале 2000-х Кэмпбелл решил попробовать себя в качестве режиссёра, для чего отправился на учёбу в Американскую школу в Люксембурге. Отучившись, он на мощностях киностудии Rocliffe снял свой первый фильм — десятиминутную романтическую комедию «Нет залога, нет возврата», которая получив награду от жюри самой киностудии, была представлена на Эдинбургском кинофестивале в номинации «Лучший короткометражный фильм». После своего режиссёрского дебюта, Кэмпбелл отправился в США, где некоторое время работал в киностудиях Лос-Анджелеса, вслед за чем вернулся в Великобританию, заняв роли в актёрских составах сразу двух телевизионных проектов: «Круче не придумаешь» и «Сенсационное опровержение».